# Вилхелм фон Хайдек
Вилхелм фон Хайдек (на немски: Wilhelm Freiherr von Heydeck; * 26 февруари 1544; † 21 ноември 1588) от швабския благороднически род Хайдек, е фрайхер, господар на Хайдек в Бавария.

## Произход
Той е най-големият син (от седем деца) на фрайхер Ханс V фон Хайдек (1500 – 1554), генерал на Вюртемберг и Курфюрство Саксония, и съпругата му графиня Елизабет фон Раполтщайн (1523 – 1577/сл. 1588), дъщеря на Улрих фон Раполтщайн († 1531) и Анна Александрия фон Фюрстенберг († 1581).

## Фамилия
Първи брак: с Магдалена фон Болвайлер († 1575), дъщеря на Николаус фон Болвайлер фрайхер фон Полвайлер във Вайлертал (1525 – 1588) и Доротея фон Лихтенщайн. Бракът е бездетен.
Втори брак: на 6 октомври 1579 г. в Шлойзинген с Магдалена фон Глайхен-Бланкенхайн († 3 ноември 1599), дъщеря на граф Карл III фон Глайхен-Бланкенхайн (1517 – 1599) и Валпургис фон Хенеберг-Шлойзинген (1516 – 1570). Те имат двама сина:
- Георг Фридрих фон Хайдек (* 28 април 1582; † сл. 26 юни 1626), женен за Маргарета фон Цьотрин († сл. 1626); нямат деца
- Йохан фон Хайдек (* 9 септември 1584; † 5 февруари 1585)